# 3070 Aitken
3070 Aitken è un asteroide della fascia principale. Scoperto nel 1949, presenta un'orbita caratterizzata da un semiasse maggiore pari a 2,3065539 UA e da un'eccentricità di 0,1965726, inclinata di 2,34062° rispetto all'eclittica.
L'asteroide è dedicato all'astronomo statunitense Robert Grant Aitken.